# Cantón de Belmont-de-la-Loire
El cantón de Belmont-de-la-Loire era una división administrativa francesa, que estaba situada en el departamento de Loira y la región de Ródano-Alpes.

## Composición
El cantón estaba formado por nueve comunas:
- Arcinges
- Belleroche
- Belmont-de-la-Loire
- Cuinzier
- Écoche
- La Gresle
- Le Cergne
- Saint-Germain-la-Montagne
- Sevelinges

## Supresión del cantón de Belmont-de-la-Loire
En aplicación del Decreto n.º 2014-260 de 26 de febrero de 2014, el cantón de Belmont-de-la-Loire fue suprimido el 22 de marzo de 2015 y sus 9 comunas pasaron a formar parte del nuevo cantón de Charlieu.